# Министерство на информационното общество и администрацията (Северна Македония)
Министерството на информационното общество и администрацията на Северна Македония (на македонска литературна норма: Министерство за информатичко општество и администрација на Република Македонија) е едно от министерствата в правителството на Северна Македония. Министерството е създадено официално на 27 юли 2008 по време на правителството на Никола Груевски, макар още на 21 декември 2006 година Иво Ивановски да е назначен за министър без ресор, отговарящ за информационното общество.

## Министри (2008-понастоящем)
| № | Портрет | Име (Роден-Починал)                 | Начало на мандата | Край на мандата   | Дни | Партия/Коалиция | Правителство | Бележки |
| - | ------- | ----------------------------------- | ----------------- | ----------------- | --- | --------------- | ------------ | ------- |
| 1 |         | Иво Ивановски (род. 1978)           | 27 юли 2008       | 16 септември 2015 |     | независим       | 7, 8, 9      |         |
| 2 |         | Марта Арсовска-Томовска (род. 1973) | ноември 2015      | 1 юни 2017        |     | ВМРО-ДПМНЕ      | 9, 10        |         |
| 3 |         | Дамян Манчевски (род. 1978)         | 1 юни 2017        | 30 август 2020    |     | СДСМ            | 11, 12       |         |
| 4 |         | Йетон Шакири (род. 1987)            | 30 август 2020    |                   |     | ДСИ             | 13           |         |